# 패피스
패피스는 LRHR에서 운영하는 대한민국 명품 수선 플랫폼 이름이며, 영문명은 fapis다. 2021년에 설립된 이후 2022년 8월, SSG.COM 등과 협업하여 명품 사후 관리 서비스를 런칭하였으며, 제 11회 정주영창업경진대회에서 우승을 차지하였다. 2022년 12월 정식 모바일 앱을 출시하였다.

## 서비스 연혁
- 2021년 11월 웹 서비스 런칭
- 2022년 7월 리본즈와 협업을 통한 명품 사후 관리 서비스 런칭[2]
- 2022년 8월 SSG.COM과 협업을 통한 명품 사후 관리 서비스 런칭[3]
- 2022년 12월 모바일 앱 출시[4]
- 2023년 3월 캐치패션과 협업[5]